# 日羽駅
日羽駅（ひわえき）は、岡山県総社市日羽草部にある、西日本旅客鉄道（JR西日本）伯備線の駅である。駅番号はJR-V09。

## 歴史
- 1956年（昭和31年）5月15日：国鉄伯備線豪渓駅 - 美袋駅間に新設[1]。旅客のみ取扱う無人駅[2]。
- 1970年（昭和45年）9月7日：豪渓駅 - 当駅 - 美袋駅間複線化に伴い現在地に移転。
- 1987年（昭和62年）4月1日：国鉄分割民営化に伴い、JR西日本の駅となる[1]。
- 2007年（平成19年）
  - 7月1日：ICOCA対応簡易型自動改札機設置。
  - 9月1日：ICカード「ICOCA」の利用が可能となる。

## 駅構造
築堤上に相対式ホーム2面2線を有する高架駅。トンネルとトンネル間の谷間に駅がある。分岐器や絶対信号機を持たないため、停留所に分類される。それぞれのホームには階段を上がる必要がある。
倉敷駅管理の無人駅。両ホームに待合スペースがある。この待合スペースは2006年（平成18年）11月より階段に近い場所に移設された。ICOCA利用可能駅（相互利用可能ICカードはICOCAの項を参照）。2007年（平成19年）夏には簡易型自動改札機が設置されている。

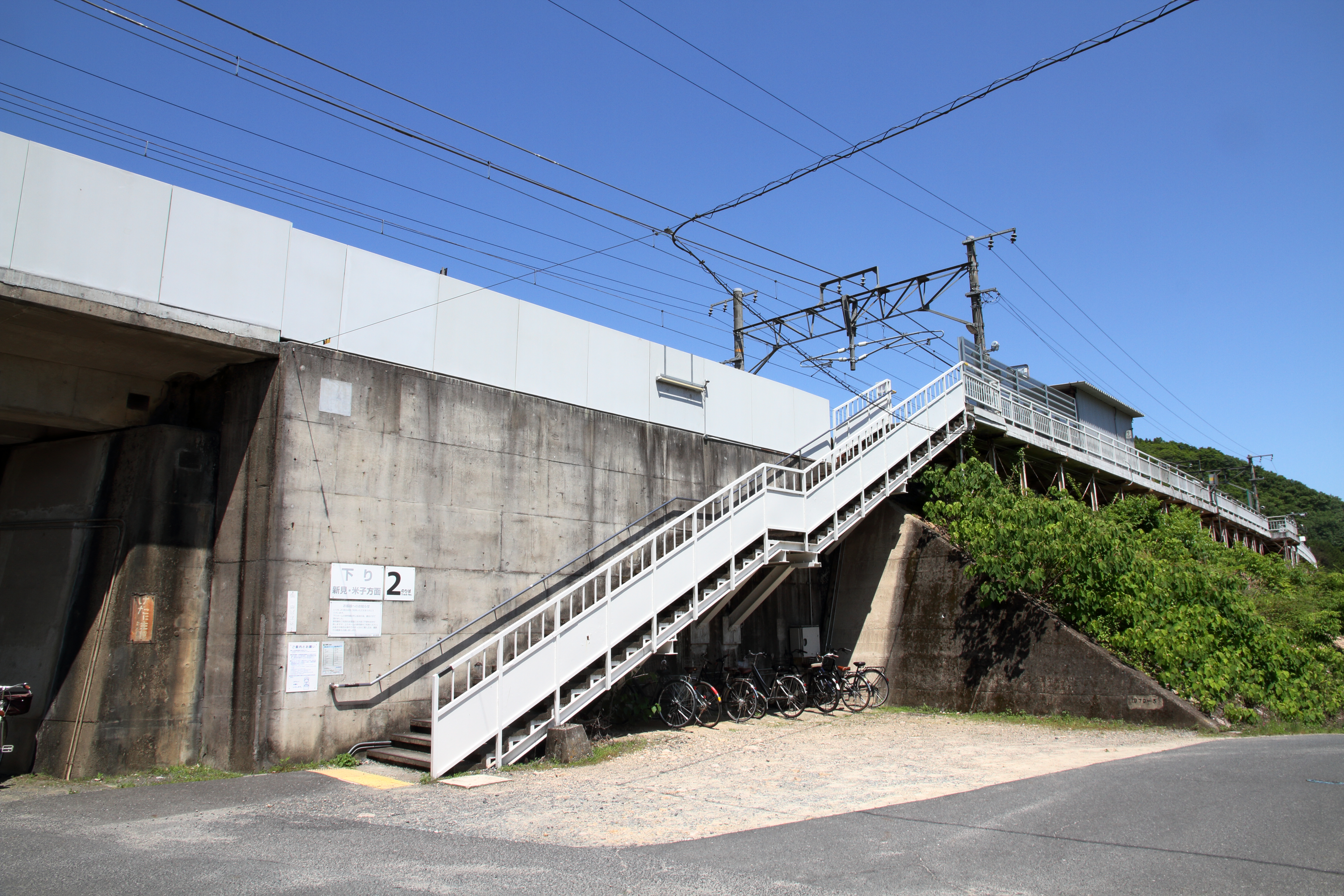
駅入口（2024年6月）
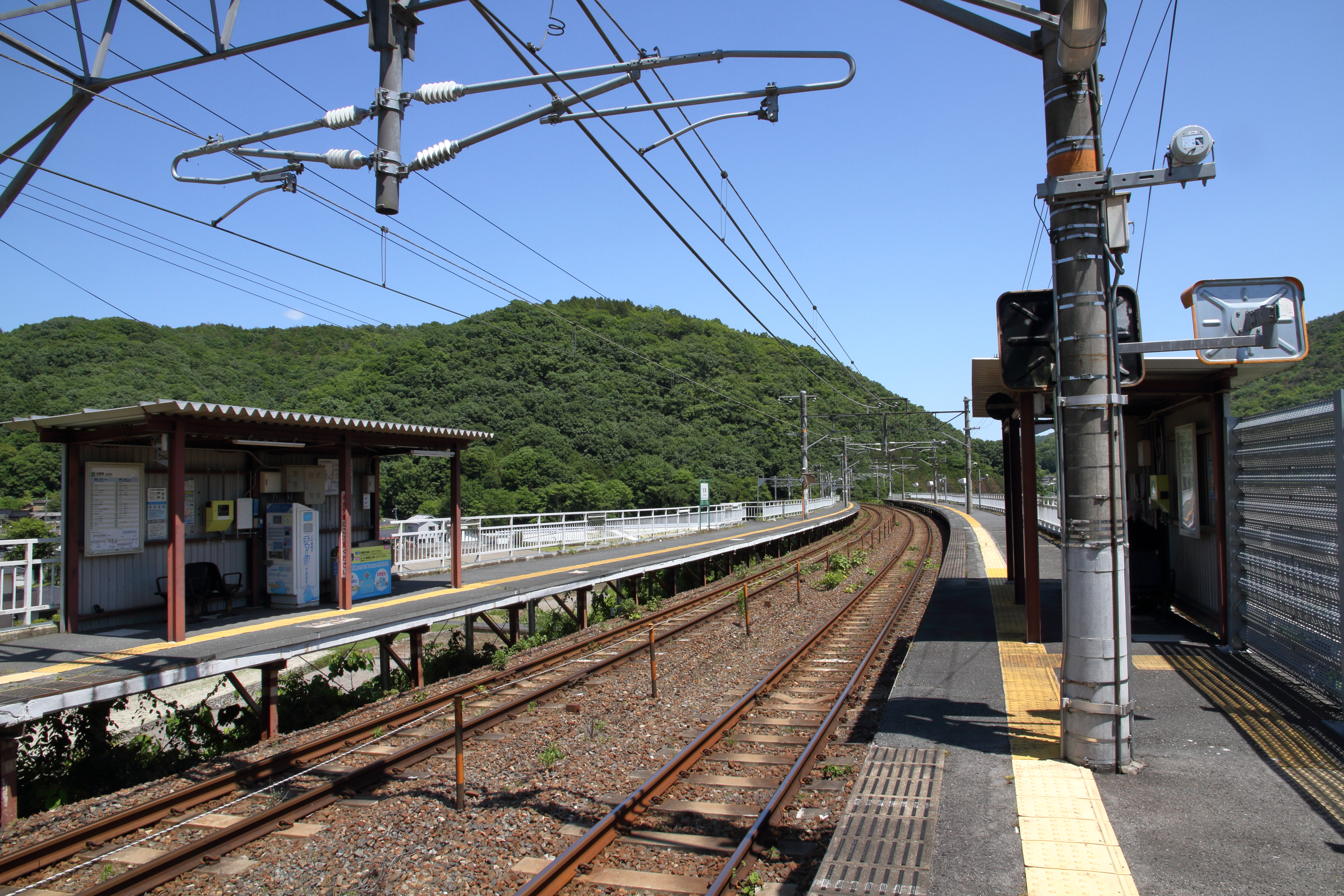
構内（2024年6月）

### のりば
| のりば | 路線   | 方向 | 行先           |
| ------ | ------ | ---- | -------------- |
| 1      | 伯備線 | 上り | 倉敷・岡山方面 |
| 2      | 伯備線 | 下り | 新見・米子方面 |

※以前はのりば番号が設定されていなかったが、2020年時点では設定されている。上りが1番のりばである。

## 利用状況
近年の1日平均乗車人員の推移は以下の通り。
| 乗車人員推移 | 乗車人員推移 |
| 年度         | 1日平均人数  |
| ------------ | ------------ |
| 1999         | 133          |
| 2000         | 127          |
| 2001         | 131          |
| 2002         | 129          |
| 2003         | 132          |
| 2004         | 124          |
| 2005         | 110          |
| 2006         | 102          |
| 2007         | 104          |
| 2008         | 100          |
| 2009         | 93           |
| 2010         | 95           |
| 2011         | 93           |
| 2012         | 103          |
| 2013         | 101          |
| 2014         | 103          |
| 2015         | 92           |
| 2016         | 92           |
| 2017         | 92           |
| 2018         | 88           |
| 2019         | 83           |
| 2020         | 71           |
| 2021         | 68           |

## 駅周辺
- 国道180号
- 高梁川
- 日羽谷川
- 日建リース岡山総社工場

## 隣の駅
西日本旅客鉄道（JR西日本）
 伯備線
豪渓駅 (JR-V08) - 日羽駅 (JR-V09) - 美袋駅 (JR-V10)